# Elfvliegenvanger
De elfvliegenvanger (Stenostira scita) is een zangvogel uit de familie Stenostiridae. Het is een vogel de voorkomt in zuidelijk Afrika en in het Afikaans Feevlieëvanger heet.

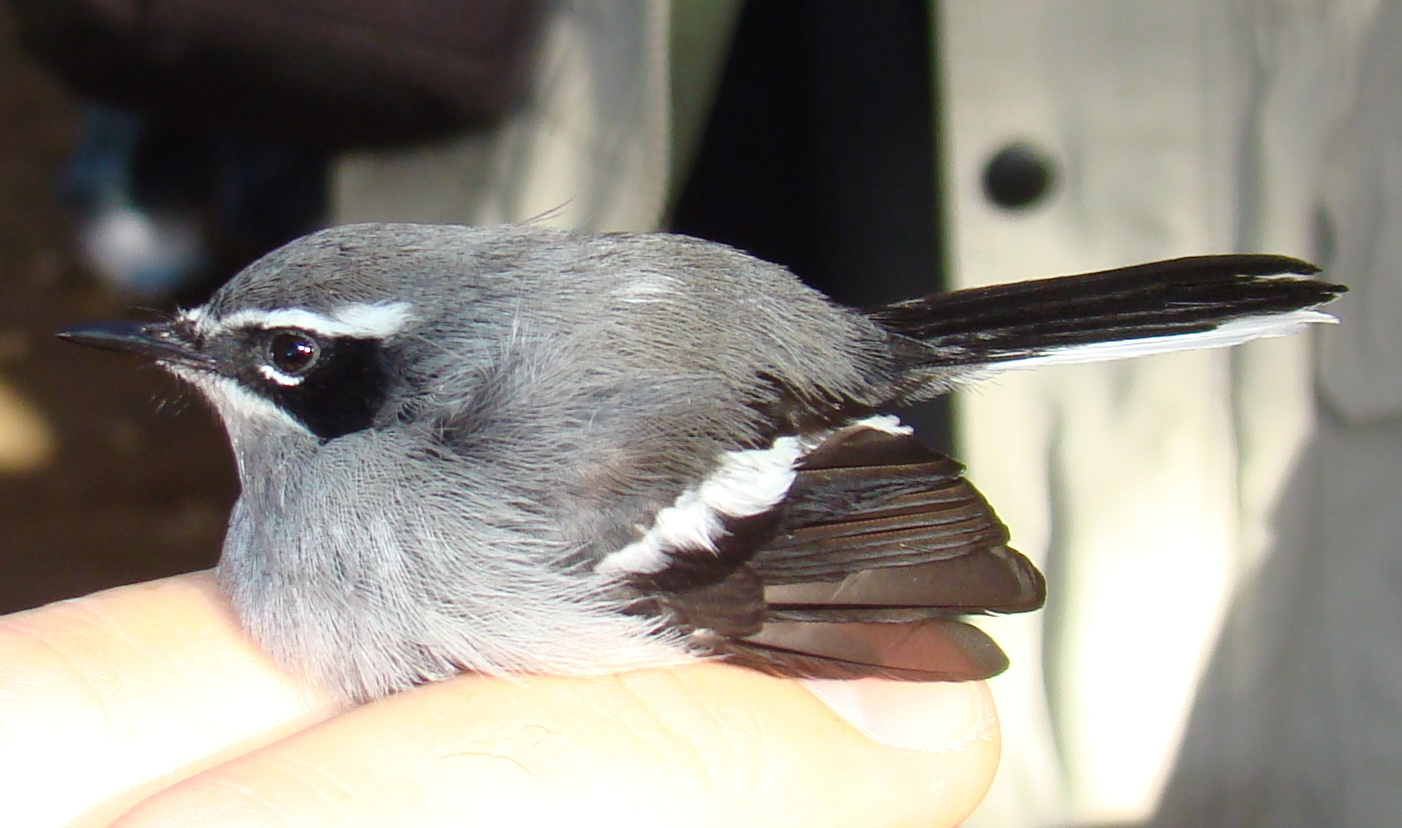
Vogel in de hand bij ringonderzoek

## Kenmerken
De vogel is 11 tot 12 cm lang en weegt 4 tot 8 gram. De vogel heeft een opvallend lange staart die van boven zwart is. De rug, mantel en kruin van de vogel zijn donker blauwgrijs. Rond het oog zit een duidelijke zwarte vlek, als een masker. Boven dit masker zit een smalle witte wenkbrauwstreep en ook onder het masker is de vogel licht tot op de keel. De borst is weer blauwgrijs en de onderbuik is wit. De slagpennen zijn donker, maar op de vleugel zit een opvallende witte streep over de hele lengte. De poten en snavel zijn zwart en ook de iris is zeer donker. Het vrouwtje lijkt op het mannetje maar is wat doffer van kleur.

## Verspreiding en leefgebied
Deze soort komt voor in zuidelijk Afrika en telt drie ondersoorten:
- S. c. scita: zuidwestelijk Zuid-Afrika.
- S. c. saturatior: zuidelijk Zuid-Afrika.
- S. c. rudebecki: Lesotho.

Het leefgebied bestaat uit droge landschappen zoals de Karoo met fynbos en andere soorten struikgewas op hellingen en in ravijnen of langs waterlopen. S. c. rudebecki komt in Lesotho voor tot op 3000 m boven zeeniveau. In de (zuidelijke) winter trekken de vogels naar noordelijker gelegen savannegebieden.

## Status
De grootte van de populatie is niet gekwantificeerd. Men veronderstelt dat de soort in aantal stabiel is. Om deze redenen staat de elfvliegenvanger als niet bedreigd op de Rode Lijst van de IUCN.